# الجدس (الشعر)

تعديل مصدري - تعديل

الجدس محلة تابعة لقرية المعراضة، التابعة لعزلة بيت الصائدي بمديرية الشعر إحدى مديريات محافظة إب في الجمهورية اليمنية.، بلغ تعداد سكانها 189 حسب تعداد اليمن لعام 2004.